# 吉本欣司
吉本欣司（日语：／ Yoshimoto Kinji，血型A，1966年2月27日—2021年11月5日），是日本廣島縣出身的男性動畫監督、動畫師、色彩設計，隸屬Office Earthwork。

## 概要
- 在中学就受到《宇宙戰艦大和號》影響。高校時組成《超時空要塞》影迷團、更主導同人誌即賣會；那時也認識了漆原智志，後來兩人變成死黨。
- 高校畢業後、ARTLAND入社，擔任《超時空要塞  愛、還記得嗎？》動畫師、《無限地帶23》原画。
- 在參加《無限地帶23 PARTII》、《王立宇宙軍》後成為自由業，和漆原等人組成Office Earthwork。
- 從出道以來，使用過本名、吉本欣二及等名義，現以本名的平假名形式活動。[1]
- 2021年11月5日去世。[2]最后担任监督的作品是电视动画《平凡職業造就世界最強》，动画官网于11月10日发布了讣告[2]。

## 參與作品

### 電視動畫
- 神奇無尾熊（ふしぎなコアラブリンキー，動畫） ※本名「吉本欣司」
- 搞怪拍檔（ダーティペア，第7話：原画） ※「吉本欣二」名義
- 人機‧續篇（ジンキ・エクステンド，第2話：分鏡）
- 魔女的考驗（シュガシュガルーン，第3話：分鏡）
- 女子高生 GIRL'S-HIGH（第11話：分鏡） ※名義
- 現視研2（げんしけん2，色彩設定、監督）
- 忍者少女（第2季）（ひまわりっ！！，第7話：分鏡）
- 女王之刃 流浪的戰士（クイーンズブレイド 流浪の戦士，監督、系列構成、脚本、色彩設計）
- 女王之刃 王位繼承者（クイーンズブレイド 玉座を継ぐ者，監督、故事概念、色彩設計）
- 蘿球社！（ロウきゅーぶ！，第11話：分鏡／OP演出） ※名義
- 未来日記（未来日記，第7話、15話：分鏡） ※本名「吉本欣司」
- 女王之刃 叛亂（クイーンズブレイド リベリオン，ED演出）
- DOG DAYS'（第12話：音樂部份分鏡、演出）
- 機巧少女不會受傷（機巧少女は傷つかない，監督）
- 當不成勇者的我，只好認真找工作了。（勇者になれなかった俺はしぶしぶ就職を決意しました。，監督） ※名義
- WIZARD BARRISTERS～弁魔士賽希爾（ウィザード・バリスターズ 弁魔士セシル，作畫監督）
- Re：␣ 超能偵探社（Re:␣ ハマトラ，OP：原画）
- 桃心之劍（モモキュンソード，第4話：分鏡／12話：分鏡、原画／OP：分鏡、演出、原画）
- 東京ESP（東京ESP，第12話：原画）
- TRINITY SEVEN（トリニティセブン，第5話：分鏡）
- CROSSANGE 天使與龍的輪舞（クロスアンジュ 天使と竜の輪舞，第18話：作画監督） ※名義
- 暗殺教室（暗殺教室，第10話：分鏡）
- 靈感少女（レーカン！，OP：分鏡、演出、制作担当、原画、美術、背景） ※美術、背景為本名「吉本欣司」
- sin 七大罪（sin 七つの大罪，監督、故事概念、系列構成、脚本、第1話／ED：分鏡、演出） ※故事概念、系列構成、脚本為名義
- 落女子!～有女孩從…二樓掉下來了!?～（じょしおちっ!〜2階から女の子が…降ってきた!?〜，監督、系列構成、脚本、分鏡）
- 平凡職業造就世界最強（ありふれた職業で世界最強，監督、系列構成、脚本）

### 一般OVA
- 無限地帶23（メガゾーン23，原画）
- 無限地帶23 PART II（メガゾーン23 PART II，原画）
- 極黑之翼（極黒の翼バルキサス，企画、原案、脚本、分鏡、演出、監督）
- 吹泡糖危機（バブルガムクライシス，PART7：作画監督）
- RIDING BEAN（機械設定）
- 血紅假面（けっこう仮面，第3、4話：監督）
- ONE 〜燦爛的季節〜（ONE 〜輝く季節へ〜，協力） ※本名「吉本欣司」
- 雲海歷險（プラスチックリトル，監督）
- 女王之刃 美麗的鬥士們（クイーンズブレイド 美しき闘士たち，監督、故事概念、色彩設計）
- 女王之刃 叛亂 突破界限就看得到嗎！？（クイーンズブレイド リベリオン 限界突破で見えちゃうの!?，特典：分鏡） ※名義
- 一騎当千 Extravaganza Epoch（一騎当千 Extravaganza Epoch，第2話：作画監督）
- 女王之刃 魔法之書（クイーンズブレイド グリムワール，故事概念、系列構成、第1話：總監督&分鏡、第2話：監督&演出）

### 成人動畫
- 淫獸學園（淫獣学園 La☆BlueGirl，人物設計、分鏡）
- 同級生（同級生，監督）
- Natural2 -DUO-（監督，第1、3、4卷：分鏡，第3、4卷：演出）
- Front Innocent（製作）
- 惡戲（製作人）

### 動畫電影
- 王立宇宙軍（王立宇宙軍，原画） ※名義
- 老人Z（原画） ※名義

### 一般遊戲
- 夢幻模擬戰 III（ラングリッサー III，動畫影片監督）
- 夢幻模擬戰 V（ラングリッサー V，動畫影片監督）
- 夢幻騎士（グローランサー，動畫影片監督）
- Find love 2 Rhapsody（ファインドラブ2 ラプソディ，動畫影片監督）

### 18禁PC遊戲
- 祕密花園（秘密の花園，演出）

### 漫画
- 蕾夢亞傳說 Legend of Lemnear（レジェンド・オブ・レムネア，原案，「極黑之翼」漫畫版）
- 悠久默示錄（悠久黙示録エイドロンシャドー，原案）

### 插畫
- 王立宇宙軍
- 真魔神傳（真魔神伝 バトルロイヤルハイスクール）

## 外部連結
- EARTHWORK Official Web Page （页面存档备份，存于）